# Impératrice Xiaojiesu
 (novembre 2019).
Si vous disposez d'ouvrages ou d'articles de référence ou si vous connaissez des sites web de qualité traitant du thème abordé ici, merci de compléter l'article en donnant les références utiles à sa vérifiabilité et en les liant à la section « Notes et références ».
L'impératrice Xiaojiesu 
(孝洁肃皇后陈氏) née le 18 septembre 1508 et morte le 31 octobre 1528 est une impératrice consort chinoise de la dynastie Ming, mariée à l'empereur Ming Shizong.